# Sagarana, o Duelo
Sagarana, o Duelo é um filme brasileiro de 1973, do gênero drama, escrito e dirigido por Paulo Thiago, baseado no conto "O Duelo", do livro Sagarana, de Guimarães Rosa .

## Sinopse
Turíbio flagra sua mulher Mariana com um amante, caçador de cangaceiros. Turíbio arma tocaia para se vingar, mas acaba matando o homem errado, e quem deve prendê-lo pelo crime é justamente o amante da mulher.
A caçada percorre o sertão, onde vão cruzando com personagens típicos. O Duelo,entretanto,não ocorre no sentido literal da palavra,mas ocorre.sim, um duelo entre o forte e o fraco,visto que que Turíbio (fraco) espera uma oportunidade para matar Cassiano Gomes (forte) e Turíbio é morto por Vinte-e-um (fraco,sendo,agora,Turíbio considerado o forte).Lembrando que Turíbio não consegue matar Cassiano,este morre devido às suas complicações do coração.

## Elenco
| - Joel Barcellos .... Turíbio - Ítala Nandi .... Mariana - Milton Moraes - Rodolfo Arena - Ana Maria Magalhães - Paulo César Peréio - Zózimo Bulbul - Sadi Cabral - Paulo Villaça - Antônio Carnera - Emmanuel Cavalcanti - Roberto Ferreira | - Wilson Grey - Átila Iório - Erley José - Luiz Linhares - José Marinho - Waldir Onofre - Ruy Polanah - Vinícius Salvatori - Joffre Soares - Nery Victor - Milton Vilar |

## Prêmios e indicações
Festival de Berlim 1974
- Indicado ao Urso de Ouro.

Coruja de Ouro (Instituto Nacional de Cinema)
- Vencedor na categoria de melhor ator coadjuvante (Wilson Grey)